# فار كراي (فلم)
فار كراي  (بالإنجليزية: Far Cry) هو فيلم حركة تم إنتاجه في كندا وألمانيا وصدر في سنة 2008.

## بطولة
- إيمانويلي فوجير

يعمل تيل شفايجر في دائرة حماية الشهود الذي يحصل على مراهقة لحمايتها وهي شاهدة في قضية قتل عشيقها الذي يعمل في أحد الفنادق.. تدور أحداث الفلم حول محاولة المتورطين في جريمة القتل لقتلها والتخلص منها وذلك لاقفال القضية.
الفلم مليء بالمحاولات التي تلخص عددًا من الأعمال الاجرامية التي نسمع عنها في وسائل الإعلام ولا يتم الكشف عن التحقيقات حولها لارتباطها بأشخاص ذو نفوذ سياسي.

## الميزانية والإيرادات
بلغت تكلفة إنتاج الفيلم حوالي 30 مليون دولار بينما حقق أرباحا تقدر بـ 753,264 دولار.

## وصلات خارجية
- مقالات تستعمل روابط فنية بلا صلة مع ويكي بيانات